# Escadrille 22S
 (juin 2013).
Si vous disposez d'ouvrages ou d'articles de référence ou si vous connaissez des sites web de qualité traitant du thème abordé ici, merci de compléter l'article en donnant les références utiles à sa vérifiabilité et en les liant à la section « Notes et références ».
L'escadrille 22S est une escadrille de l'Aéronautique navale française créée le 1er janvier 1946 et dissoute en Janvier 2021 pour donner naissance à la Flottille 34F/ESHE.

## Historique
En 2020, une seule Alouette III, immatriculé 997 de l'Escadrille 22S, dispose d'un radar de recherche Thales OMERA ORB-32,.

## Bases
- BAN Cuers-Pierrefeu (? -janvier 1953)
- BAN Lanvéoc-Poulmic (depuis janvier 1964)

## Appareils
- Consolidated PBY-5A Catalina (janvier 1946-janvier 1953)
- Alouette II (janvier 1964-juin 1991)
- Alouette III (depuis août 1964 - 15 en février 2017, retrait alors prévu en 2019 mais toujours actif en aout 2020)
- EC120 Colibri (2 loués de 2014 a 2018)
- Dauphin N3 (4 loués à partir de 2018)[3]